# Albi, Sibiu
Albi este un sat în comuna Slimnic din județul Sibiu, Transilvania, România. Se află în partea de centrală a județului,  în Podișul Târnavelor.